# الدلالة (فلم)
الدلالة  فيلم دراما مصري للمخرج حسن الصيفي عام 1992 كتب القصة والسيناريو والحوار المخرج والمؤلف المسرحي سلامة حسن. الفيلم من بطولة نجوى فؤاد، سعيد صالح، هشام عبدالحميد، فؤاد خليل، شفيق جلال، وسارة  وتدور الأحداث حول الدلالة بدرية التي ترث عن زوجها وتعمل بتجارة الملابس والمفروشات وتستقبل الشاب الجامعي عزت وتحاول غوايته وعندما تتأكد من عدم استجابته تزج به في السجن بتهمة باطلة.
صدر الفيلم إلى دور العرض المصرية في يناير 1992.
منح موقع قاعدة بيانات الأفلام العربية "السينما.كوم" الفيلم 5.4/ 10.

## طاقم التمثيل
نجوى فؤاد: في دور بدرية (الدلالة)
سعيد صالح: في دور مسعد المغربي (مدير الجمعية الاستهلاكية)
هشام عبد الحميد: في دور عزت رجائي (شاب جامعي)
فؤاد خليل: في دور نوفل (مساعد بدرية)
شفيق جلال: في دور حربي خليل (مدير شركة بيع المنسوجات المدعمة)
سارة: في دور إنعام زلموكه
عطية عويس: في دور رجائي (صاحب المصنع ووالد عزت)
رشاد فرج: في دور السيد (البلطجي)
فريدا: في دور عفاف (زميلة عزت وحبيبته)
أحمد أبو عبية: في دور الأسطى حسن (سائق سيارة أسرة رجائي)
بالاشتراك مع: محمد سعيد عبد الغني – أحمد عبد الوهاب 

## موسيقى وأغاني الفيلم
عبد الحميد عبد الغفار (الموسيقى التصويرية)
عمار الشريعي (موسيقى الرقصة .. طبعاً أحباب)
شفيق جلال (كلمات وألحان الموال)
عبد المنعم الحريري (ألحان اغنية يا سيد الناس – كلمات ناجي سعيد)

## أحداث الفيلم
تعمل بدرية (نجوى فؤاد) "دلالة"، تبيع الملابس لربات البيوت وعمال المصانع بالتقسيط، وهي أرملة رجل ثري مسن، ورثت عنه مقهي شعبي وعدد من سيارات الأجرة، ويعمل في مساعدتها نوفل (فؤاد خليل) الذي يحمل حقيبة الملابس التي تقوم ببيع محتوياتها. تلتقي بدرية بالشاب مسعد المغربي (سعيد صالح) مدير الجمعيةالاستهلاكية، وتنجح في إغراءه بأنوثتها الطاغية للحصول على سلع الجمعية الاستهلاكية وبيعها للبسطاء بأسعار مرتفعة. يقدمها مسعد لصديقه حربي خليل (شفيق جلال) مدير شركة بيع المنسوجات المدعمة، وتحصل منه على أنواع الأقمشة الشعبية والأغطية وبيعها في السوق السوداء. تتضاعف ثروة بدرية، ويتنافس مسعد وحربي فيمن يتزوجها ليفوز بثروتها، ولكن يبلغ أمرهم للشرطة ويتم القبض عليهم وتتمكن بدرية من الخروج بكفالة. يتمكن البلطجي السيد (رشاد فرج) من إلحاق عشيقته أنعام زلموكه (سارة) بمصنع رجائي (عطية عويس) وتقوم إنعام باغراء رجائي و تتزوجه، وتمد عشيقها سيد بكل ما يحتاجه من أموال. يعيش مع رجائي وإنعام في نفس البيت الشاب الجامعي عزت (هشام عبد الحميد) ابن رجائي، وتحاول إنعام إغوائه ولا يستجيب لها فهو يحب زميلته في الجامعة عفاف (فريدا). تتهم إنعام عزت بمحاولة اغتصابها، فيطرده والده من البيت. يقوم الأسطى حسن (أحمد أبو عبية) سائق سيارة الأسرة بإلحاق عزت بالعمل عند الست بدرية الدلالة، كسائق سيارة أجرة ليلاً ويستمر في دراسته الجامعية نهارا. يبدو إعجاب بدرية بالشاب عزت، فتدعوه للإقامة في حجرة فوق سطح عمارتها وتمده بكل ما يحتاجه، وتحاول أن تفتنه بجسدها، وعندما تعلم بحبه لزميلته عفاف، تقرر الانتقام منه، وتجعل نوفل يستدعيه لحجرتها وقد مزقت ملابسها وبعثرت ذهبها، ووضعت على الأرض سكينا ليطبع عليه بصماته، ثم راحت تستغيث بأهل الحارة بعد أن أمسكت بتلابيبه، وادعت أنه هاجمها لسرقة ذهبها. يتم القبض على عزت، وتظن بدرية أنه سوف يسجن 6 شهور ويخرج لها راكعا تحت قدميها، ولكن عزت حكم عليه بالسجن 7 سنوات.

## وصلات خارجية
- مقالات تستعمل روابط فنية بلا صلة مع ويكي بيانات
- الدلالة على موقع الدهليز